# Piotr Dachowski
Piotr Dachowski (ur. 1932 w Stepaniu, zm. 25 sierpnia 2021) – polski inżynier i specjalista w dziedzinie papiernictwa. Kawaler Orderu Odrodzenia Polski za wybitny wkład w rozwój papiernictwa. Wieloletni Naczelnik Zjednoczenia Przemysłu Papierniczego w Łodzi.
Ukończył Politechnikę Łódzką. Członek honorowy Stowarzyszenia Papierników Polskich. Był wieloletnim rzeczoznawcą Naczelnej Organizacji Technicznej, gdzie opiniował projekty dotyczące produkcji papieru, ścieru drzewnego i celulozy. Jest znawcą problematyki wykorzystania maszyn papierniczych. Razem z delegacją polskich inżynierów, tworzył przemysł papierniczy w Afryce Północnej, a w szczególności w Algierii.
Został odznaczony Krzyżem Kawalerskim Orderu Odrodzenia Polski i Krzyżem Zesłańców Sybiru postanowieniem prezydenta RP Lecha Kaczyńskiego w 2007 roku. Wyróżniony Honorową Odznaką Miasta Łodzi za zasługi dla rozwoju Miasta. Pierwszy inżynier uhonorowany Odznaką Honorową Stowarzyszenia Inżynierów i Techników Przemysłu Papierniczego (SITPP). Odznaczony Odznaką „Zasłużony dla leśnictwa i środowiska” przez ministra leśnictwa Waldemara Kozłowskiego.
Wielokrotnie publikował w Przeglądzie Papierniczym.
Był współautorem książki Dzieje Centralnego Biura Technicznego Przemysłu Papierniczego.